# Joffre Guerrón
Joffre David Guerrón (Ambuqui, 28 april 1985) is een Ecuadoraans betaald voetballer die doorgaans speelt als rechtermiddenvelder. Hij verruilde Cruz Azul in juli 2017 voor Pumas UNAM. Guerrón debuteerde in 2013 in het Ecuadoraans voetbalelftal.

## Clubcarrière
Guerrón, bijgenaamd Dinamita, begon zijn professionele loopbaan in 2004 bij Sociedad Deportiva Aucas. Hij speelde vervolgens voor onder meer LDU Quito, Getafe CF, Cruzeiro en Atlético Paranaense. Hij won met LDU Quito één keer de landstitel (2007) en de Copa Libertadores (2008). Guerrón werd in 2008 tevens uitgeroepen tot beste speler van dat laatste toernooi.

## Interlandcarrière
Guerrón maakte op 22 augustus 2007 onder leiding van bondscoach Luis Fernando Suárez zijn debuut in het Ecuadoraans voetbalelftal, in een oefenwedstrijd tegen Bolivia (1-0), net als collega-middenvelder Jimmy Bran van Deportivo Azoguez. Hij viel in dat duel na 75 minuten in voor Cristian Benítez. In totaal speelde Guerrón tien interlands in het kwalificatietoernooi voor het wereldkampioenschap voetbal 2010. Ecuador kwalificeerde zich echter niet, waardoor de kans op deelname aan het toernooi verdween. In 2010 speelde hij alleen twee oefenwedstrijden in oktober, om vervolgens in 2011 in geen van de zeventien gespeelde interlands op het veld te staan. Ook in 2012 kreeg Guerrón geen speelminuten. In september 2013 keerde hij terug in het elftal en speelde hij het laatste kwartier van een WK-kwalificatiewedstrijd tegen Bolivia mee. Ondanks door Guerrón opgezette aanvallen bleef de eindstand staan op een 1-1 gelijkspel. Teamgenoot Frickson Erazo bedankte na afloop van de wedstrijd niet alleen het publiek, maar ook Guerrón, die uit China overgevlogen kwam om mee te spelen.
| Interlands van Joffre Guerrón voor Ecuador | Interlands van Joffre Guerrón voor Ecuador | Interlands van Joffre Guerrón voor Ecuador | Interlands van Joffre Guerrón voor Ecuador | Interlands van Joffre Guerrón voor Ecuador | Interlands van Joffre Guerrón voor Ecuador | Interlands van Joffre Guerrón voor Ecuador |
| №                                          | Datum                                      | Wedstrijd                                  | Uitslag                                    | Competitie                                 | Goals                                      |                                            |
| Als speler bij LDU Quito                   | Als speler bij LDU Quito                   | Als speler bij LDU Quito                   | Als speler bij LDU Quito                   | Als speler bij LDU Quito                   | Als speler bij LDU Quito                   | Als speler bij LDU Quito                   |
| ------------------------------------------ | ------------------------------------------ | ------------------------------------------ | ------------------------------------------ | ------------------------------------------ | ------------------------------------------ | ------------------------------------------ |
| 1.                                         | 22 augustus 2007                           | Ecuador – Bolivia                          | 1 – 0                                      | Vriendschappelijk                          | 0                                          |                                            |
| 2.                                         | 8 september 2007                           | Ecuador – El Salvador                      | 5 – 1                                      | Vriendschappelijk                          | 0                                          |                                            |
| 3.                                         | 12 september 2007                          | Honduras – Ecuador                         | 2 – 1                                      | Vriendschappelijk                          | 0                                          |                                            |
| 4.                                         | 17 oktober 2007                            | Brazilië – Ecuador                         | 5 – 0                                      | Kwalificatie WK 2010                       | 0                                          |                                            |
| 5.                                         | 15 juni 2008                               | Argentinië – Ecuador                       | 1 – 1                                      | Kwalificatie WK 2010                       | 0                                          |                                            |
| 6.                                         | 18 juni 2008                               | Ecuador – Colombia                         | 0 – 0                                      | Kwalificatie WK 2010                       | 0                                          |                                            |
| Als speler bij Getafe CF                   |                                            |                                            |                                            |                                            |                                            |                                            |
| 7.                                         | 20 augustus 2008                           | Colombia – Ecuador                         | 0 – 1                                      | Vriendschappelijk                          | 0                                          |                                            |
| 8.                                         | 6 september 2008                           | Ecuador – Bolivia                          | 3 – 1                                      | Kwalificatie WK 2010                       | 0                                          |                                            |
| 9.                                         | 10 september 2008                          | Uruguay – Ecuador                          | 0 – 0                                      | Kwalificatie WK 2010                       | 0                                          |                                            |
| 10.                                        | 12 oktober 2008                            | Ecuador – Chili                            | 1 – 0                                      | Kwalificatie WK 2010                       | 0                                          |                                            |
| 11.                                        | 15 oktober 2008                            | Venezuela – Ecuador                        | 3 – 1                                      | Kwalificatie WK 2010                       | 0                                          |                                            |
| 12.                                        | 29 maart 2009                              | Ecuador – Brazilië                         | 1 – 1                                      | Kwalificatie WK 2010                       | 0                                          |                                            |
| 13.                                        | 1 april 2009                               | Ecuador – Paraguay                         | 1 – 1                                      | Kwalificatie WK 2010                       | 0                                          |                                            |
| 14.                                        | 7 juni 2009                                | Peru – Ecuador                             | 1 – 2                                      | Kwalificatie WK 2010                       | 0                                          |                                            |
| 15.                                        | 10 juni 2009                               | Ecuador – Argentinië                       | 2 – 0                                      | Kwalificatie WK 2010                       | 0                                          |                                            |
| Als speler bij Atlético Paranaense         |                                            |                                            |                                            |                                            |                                            |                                            |
| 16.                                        | 8 oktober 2010                             | Ecuador – Colombia                         | 0 – 1                                      | Vriendschappelijk                          | 0                                          |                                            |
| 17.                                        | 12 oktober 2010                            | Ecuador – Polen                            | 2 – 2                                      | Vriendschappelijk                          | 0                                          |                                            |
| Als speler bij Beijing Guoan               |                                            |                                            |                                            |                                            |                                            |                                            |
| 18.                                        | 10 september 2013                          | Bolivia – Ecuador                          | 1 – 1                                      | Kwalificatie WK 2014                       | 0                                          |                                            |

Bijgewerkt op 24 april 2016.

## Erelijst
LDU Quito
- Campeonato Ecuatoriano

2007
- Copa Libertadores

2008